# Richard Dormer
Richard Dormer (Portadown, 11 novembre 1969) è un attore britannico.
Ha interpretato il ruolo di Beric Dondarrion nella serie televisiva Il Trono di Spade e di Dan Anderssen in Fortitude.

## Filmografia parziale

### Cinema
- A Further Gesture, regia di Robert Dornhelm (1997)
- Mapmaker, regia di Johnny Gogan (2001)
- L'uomo senza legge (The Escapist), regia di Gillies MacKinnon (2002)
- Puckoon, regia di Terence Ryan (2002)
- The Mighty Celt, regia di Pearse Elliott (2005)
- Lady Henderson presenta (Mrs Henderson Presents), regia di Stephen Frears (2005)
- Middletown, regia di Brian Kirk (2006)
- L'ombra della vendetta - Five Minutes of Heaven (Five Minutes of Heaven), regia di Oliver Hirschbiegel (2009)
- Pumpgirl, regia di Carol Moore (2009)
- Ghost Machine, regia di Chris Hartwill (2009)
- Good Vibrations, regia di Lisa Barros D'Sa e Glenn Leyburn (2012)
- Jump, regia di Kieron J. Walsh (2012)
- Dark Touch, regia di Marina de Van (2013)
- '71, regia di Yann Demange (2014)
- Hyena, regia di Gerard Johnson (2014)
- Shooting for Socrates, regia di James Erskine (2014)
- Togo - Una grande amicizia (Togo), regia di Ericson Core (2019)

### Televisione
- Casualty – serie TV, 1 episodio (1991)
- Le avventure del giovane Indiana Jones (The Young Indiana Jones Chronicles) – serie TV, 1 episodio (1993)
- My Boy Jack – film TV (2007)
- Justice – serie TV, 2 episodi (2011)
- Hidden – serie TV, 4 episodi (2011)
- Hunted – serie TV, 2 episodi (2012)
- Il Trono di Spade (Game of Thrones) – serie TV, 13 episodi (2013-2019)
- Fortitude – serie TV, 25 episodi (2015–2017)
- The Watch – serie TV, 8 episodi (2020-2021)
- Cobra - Unità anticrisi (Cobra) – serie TV, 12 episodi (2020-2021)
- Secret Invasion, regia di Ali Selim – miniserie TV, puntata 1 (2023)
- Castlevania: Nocturne – serie animata, 11 episodi (2023-) – voce
- Blue Lights – serie TV, 7 episodi (2023-2024)
- The Day of the Jackal – serie TV, episodi 1x02-1x04-1x05 (2024)
- Gangs of London – serie TV, 7 episodi (2025)

## Doppiatori italiani
Nelle versioni in italiano delle opere in cui ha recitato, Richard Dormer è stato doppiato da:
- Francesco Prando ne Il Trono di Spade, Cobra - Unità anticrisi
- Gaetano Varcasia in L'ombra della vendetta - Five Minutes of Heaven
- Francesco Bulckaen in Hunted
- Claudio Moneta in '71
- Massimo Bitossi in Fortitude
- Christian Iansante in Togo - Una grande amicizia
- Stefano Alessandroni in Secret Invasion
- Dario Oppido in The Day of the Jackal
- Riccardo Scarafoni in Gangs of London

Da doppiatore è sostituito da:
- Alessandro D'Errico in Castlevania: Nocturne